# الانتخابات العامة الأردنية 1950
الانتخابات الأردنية 1950 هي انتخابات أُجريت في الأردن يوم الحادي عشر من نيسان عام 1950 م. كانت تلك الانتخابات الأولى بعد انضمام الضفة الغربية للأردن، فقد شارك فيها الأردنيون في الضفة الغربية مع الأردنيين في شرق الأردن على السواء. إضافة لذلك فإن مقاعد مجلس النواب الأربعين كانت موزعة مناصفة بين الضفتين.
وبسبب الحظر على الأحزاب آنذاك، فإن المترشحين جميعا قد رشحوا أنفسهم بكونهم مستقلين. ومع ذلك، فقد استطاع بعض المنتسبين للأحزاب مثل الحزب الليبرالي الأردني والحزب الشيوعي الأردني وحزب البعث الأردني والحزب العربي الدستوري وحزب الأمة الأردني.